# I Believe in You (sång av Kylie Minogue)
"I Believe in You" är en danspop-sång som utförs av australiska sångerskan Kylie Minogue och skriven av Minogue och Scissor Sisters-medlemmar Jake Shears och Babydaddy. Sången fick positiva mottagandet från musikkritiker när den släpptes som den första singeln från Minogues andra samlingsalbum Ultimate Kylie (2004).

## Format- och låtlista
Europeiska CD single 1
1. "I Believe in You" – 3:21
2. "B.P.M." – 4:07

Europeiska CD single 2
1. "I Believe in You" – 3:21
2. "I Believe in You" (Mylo Vocal Mix) – 6:02
3. "I Believe in You" (Skylark Mix) – 7:57
4. "I Believe in You" (Video)

Europeiska 12" single
1. "I Believe in You" – 3:21
2. "I Believe in You" (Mylo Dub) – 6:02
3. "I Believe in You" (Skylark Mix) – 7:57

Australiska CD single
1. "I Believe in You" – 3:21
2. "B.P.M." – 4:07
3. "I Believe in You" (Mylo Vocal Mix) – 6:02
4. "I Believe in You" (Skylark Mix) – 7:57
5. "I Believe in You" (Video)